# Фогель фон Фалькенштейн, Эдуард
Эдуард Эрнст Фридрих Ганнибал Фогель фон Фалькенштейн (нем. Eduard Ernst Friedrich Hannibal Vogel von Falckenstein; 5 января 1797, Бреслау — 6 апреля 1885, Любско) — прусский генерал от инфантерии, губернатор Ютландии и Кёнигсберга, генерал-губернатор Богемии.
Родился 5 января 1797 года в Бреслау. В 1813 году поступил в западно-прусский гренадерский батальон, в составе Силезской армии участвовал в кампаниях 1813 и 1814 годов против Наполеона, за отличие в сражении при Монмирале был награждён Железным крестом.
Продолжая службу в пехоте, Фогель в 1841 году был произведён в майоры. 18 марта 1848 года во время Мартовской революции в Берлине он был ранен в уличных боях, но эта рана не помешала ему отбыть кампанию в Гольштейне, где он командовал гвардейским стрелковым батальоном. В 1850 году назначен начальником штаба 3-го армейского корпуса. В 1851 году он получил чин полковника и в 1855 году — генерал-майора, с назначением командиром 2-й гвардейской пехотной бригады. Произведённый в 1858 году в генерал-лейтенанты Фогель тогда же возглавил 5-ю пехотную дивизию.
В датской войне 1864 года Фогель принял участие сначала в качестве начальника штаба союзной армии, но в апрелее назначен командовать всеми войсками, вторгнувшимнся в Ютландию, a потом был губернатором этой провинции и командиром 7-го армейского корпуса. За заслуги в датскую войну награждён орденом «Pour le mérite» и в 1865 году получил чин генерала от инфантерии.
В кампании 1866 года на Фогеля были возложены военные операции против союзных войск. Командуя Майнской армией, он быстро занял королевство Ганновер, принудил ганноверскую армию, после битвы при Лангензальце, сдаться на капитуляцию и двинулся к Фульде. Встретившись с баварцами при Дермбахе и Гюнфельде, Фогель перешёл Рёнские горы и 10 июля одержал победу при Гамельбурге, Киссингене и Вальдашахе, a 16-го занял Франкфурт-на-Майне. Несмотря на эти успехи, главная прусская квартира была недовольна действиями Фогеля, так как часто они не отвечали полученным указаниям и не были достаточно энергичны. Поэтому 19 июля его отозвали из Майнской армии и дали назначение генерал-губернатором в Богемию.
Осенью 1866 года Фогель получил в командование 1-й армейский корпус, a в апреле 1867 года участвовал в учредительном сейме Северогерманского союза, как депутат рейхстага от Кёнигсберга.
В 1868 году Фогель был внезапно лишён командования и оставался не y дел до июля 1870 года, когда был назначен генерал-губернатором прибрежных провинций. После франко-прусской войны 1870—1871 годов Фогель был губернатором в Кёнигсберге.
В 1873 году он вышел в отставку. Скончался 6 апреля 1885 года в имении Дольциг в Бранденбурге.
В 1889 году его имя получил 56-й пехотный полк.
С 1829 года Фогель фон Фалькенштейн был женат на Луизе урождённой Гертнер, их сын Максимилиан был прусским генералом от инфантерии.